# اندیس مارن ۳۳۷۶
مارن ۳۳۷۶ یک اندیس مصالح ساختمانی است که در استان فارس قرار دارد و مادهٔ معدنی موجود در آن، مارن است. سنگ میزبان این اندیس آهک و مارن است